# Oxythemis z Koróneie
Oxythemis (starořecky Ὀξύθεμις – Oxythemis) byl v roce 732 př. n. l. vítěz olympijských her v běhu na jedno stadium.
Oxythemis z Koróneie zvítězil v běhu na jedno stadium na 12. olympijských hrách. Od založení her v roce 776 př. n. l. byl běh na jedno stadium jedinou disciplínou. Hry se o další disciplínu, běh na dvě stadia (diaulos), rozšířily v roce 724 př. n. l. Prvním vítězem v běhu na dvě stadia byl Hypénos z Pisy. Vzdálenost stadia (600 stop) se pohybovala zhruba od 175 do 200 metrů.